# Dubljevići (Bośnia i Hercegowina)
Dubljevići (cyr. Дубљевићи) – wieś w Bośni i Hercegowinie, w Republice Serbskiej, w gminie Gacko. W 2013 roku liczyła 15 mieszkańców.